# Macraspis thoracica
Macraspis thoracica är en skalbaggsart som beskrevs av Mannerheim 1829. Macraspis thoracica ingår i släktet Macraspis och familjen Rutelidae. Inga underarter finns listade i Catalogue of Life.